# Shamsi Badalbeyli
Shamsi Badalbeyli (en azerí: Şəmsi Bədəlbəyli) fue  actor y director de teatro,  Artista de pueblo de la República de Azerbaiyán (1964).

## Vida
Shamsi Badalbeyli nació el 23 de febrero de 1911 en Şuşa.  Él fue padre del compositor y pianista de Azerbaiyán, Farhad Badalbeyli y el hermano mayor de Afrasiyab Badalbeyli.
En 1927 se graduó en el Colegio Pedagógico de Azerbaiyán. En los años 1927-1932 estudió con el profesor Uzeyir Hajibeyov en la Academia de Música de Bakú.  
De 1932 a 1942 trabajó como director y asistente de director en el Teatro Académico Estatal de Drama de Azerbaiyán. Shamsi Badalbeyli dirigió su primera obra (“Muertos” Jalil Mammadgulizade) a principios de los años 1940. 
En los años 1943-1949 fue nombrado el director de escena del Teatro de Música Estatal de Azerbaiyán. Shamsi Badalbeyli trabajó como el director artístico en la Filarmónica Estatal de Azerbaiyán en los años 1949-1956 y el director general en el Teatro de Ópera y Ballet Académico Estatal de Azerbaiyán en los años 1959-1965.
Shamsi Badalbeyli murió el 23 de mayo de 1987 en Bakú.

## Premios y títulos
- Orden de la Insignia de Honor (1959)

- Artista del Pueblo de la RSS de Azerbaiyán (1964)

- Orden de la Revolución de Octubre (1986)